# Puerta del Sol (trein)
De Puerta del Sol was een nachttrein tussen Parijs en Madrid en is genoemd naar de Puerta del Sol, het grote plein in Madrid.

## Inleiding
De Puerta del Sol is in 1969 door de Compagnie Internationale des Wagons-Lits (CIWL) geïntroduceerd als eerste rechtstreekse verbinding tussen Parijs en Madrid. Door de verschillende spoorwijdtes in Frankrijk en Spanje moesten reizigers altijd overstappen aan de grens, maar met de Puerta del Sol was dat niet meer nodig. Door het omsporen van de trein kunnen de reizigers in dezelfde trein verder reizen.

## Omsporing
Al in 1884 had CIWL-directeur Georges Nagelmackers het idee om de draaistellen van de rijtuigen te verwisselen om de reizigers het overstappen aan de grens te besparen. Destijds wilde hij een treindienst van Sint-Petersburg naar Lissabon, de Nord-Sud Express, via Parijs introduceren. Hierbij kreeg hij te maken met vier verschillende spoorwijdtes waardoor het idee van het omsporen door verwisselbare draaistellen ontstond. Op de Frans-Spaanse grens bij Hendaye werd het idee in 1969 eindelijk gerealiseerd. De rijtuigen worden in Hendaye in een hefinrichting geschoven waarna de rijtuigbakken van de draaistellen worden getild. Daarna worden de draaistellen weggesleept en nieuwe, van de andere spoorwijdte, onder de trein geschoven. Vervolgens worden de rijtuigbakken op de nieuwe draaistellen neergelaten en kan de reis verdergaan. De reizigers blijven tijdens deze procedure in de trein. De trein uit Parijs gaat eerst en daarna worden de Franse draaistellen onder de trein uit Madrid geplaatst.

## Rollend materieel
De rijtuigen van de Puerta del Sol, CIWL type U, werden geleverd door de Duitse industrie als herstelbetaling voor de rijtuigen die de CIWL in de Tweede Wereldoorlog was kwijtgeraakt. De CIWL werkplaats in Irun leverde de draaistellen voor Iberischspoor.

### Route en dienstregeling
Omdat zowel in Parijs als in Madrid uitgaande treinen een oneven nummer krijgen had de Puerta del Sol vier treinnummers.
De trein volgde tussen Burgos en Parijs dezelfde route als de Sud Express, tussen Burgos en Madrid werd via de directisima, de tijdens de Spaanse Burgeroorlog gebouwde maar pas op 17 juli 1968 geopende rechtstreekse verbinding gereden, in plaats van de route via Medina del Campo.
| 303   | land                     | station                  | km                       | 300   |
| ----- | ------------------------ | ------------------------ | ------------------------ | ----- |
| 17:45 | Frankrijk                | Paris Austerlitz         | 0                        | 10:27 |
| 22:16 | Frankrijk                | Bordeaux St. Jean        | 581                      | 05:58 |
| 23:28 | Frankrijk                | Dax                      |                          | 04:41 |
| 23:58 | Frankrijk                | Bayonne                  |                          | 04:08 |
| 00:27 | Frankrijk                | Hendaye                  | 812                      | 03:36 |
| 302   | Hefinrichting te Hendaye | Hefinrichting te Hendaye | Hefinrichting te Hendaye | 301   |
| 02:02 | Frankrijk                | Hendaye                  | 812                      | 02:08 |
| 02:04 | Spanje                   | Irun                     | 816                      | 02:03 |
| 02:22 | Spanje                   | San Sebastian            |                          | 01:38 |
| 06:39 | Spanje                   | Burgos                   |                          | 21:43 |
| 10:00 | Spanje                   | Madrid Chamartin         | 1368                     | 18:10 |

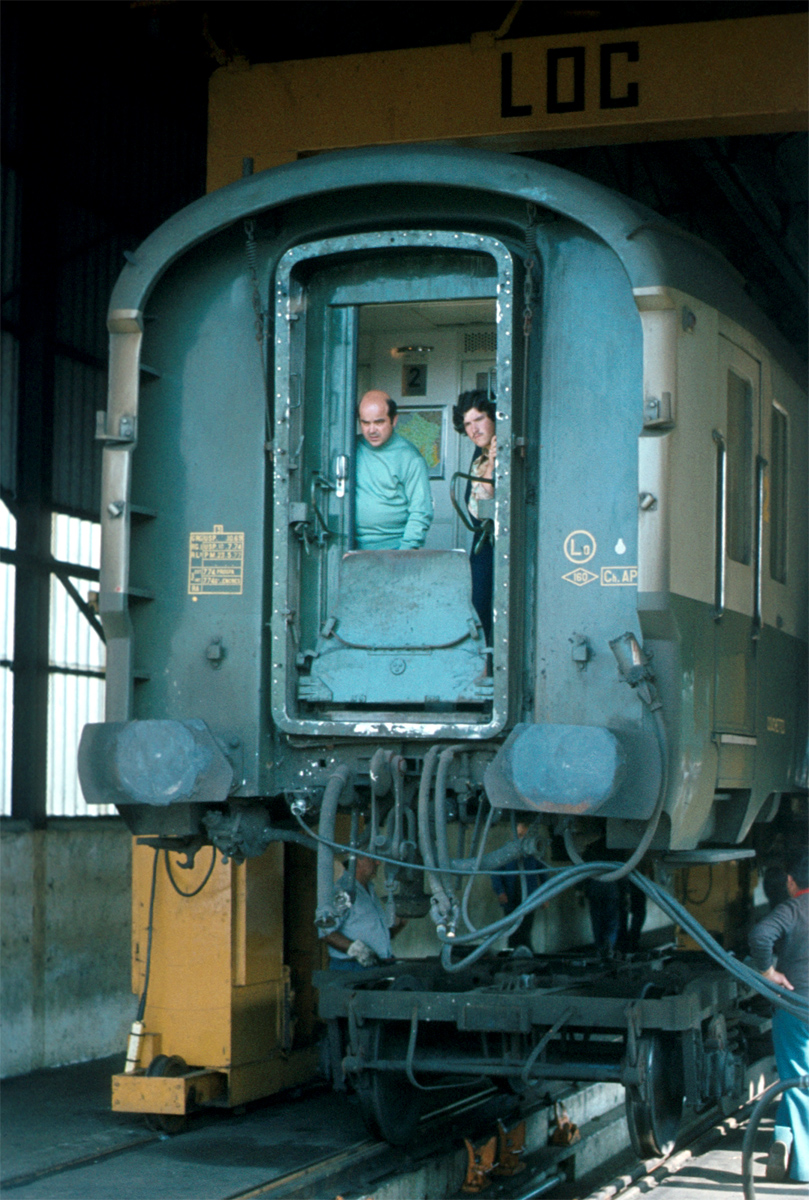
Hefinrichting voor het wisselen van draaistellen te Hendaye

Op 29 mei 1994 is de Puerta del Sol opgeheven. De hefinrichting in Hendaye is vervolgens afgebroken.